# جيمس دارنيل (لاعب كرة قاعدة)
جيمس دارنيل (بالإنجليزية: James Darnell)‏ هو لاعب كرة قاعدة أمريكي، ولد في 19 يناير 1987 في فريسنو في الولايات المتحدة.

## وصلات خارجية
- جيمس دارنيل على موقع دوري كرة القاعدة الرئيسي (الإنجليزية)
- جيمس دارنيل على موقعبيزبول رفرنس.كوم (الدوري الرئيسي) (الإنجليزية)
- جيمس دارنيل على موقعبيزبول رفرنس.كوم (الدوري الثانوي) (الإنجليزية)
- جيمس دارنيل على موقع إي إس بي إن.كوم (أم.أل.بي) (الإنجليزية)
- جيمس دارنيل على موقع مشجعي الرسوم البيانية (الإنجليزية)